# Не бійся темряви
«Не бійся темряви» (англ. Don't Be Afraid of the Dark) — фільм жахів 2010 року режисера Троя Ніксі. Створений в рамках спільного виробництва США, Австралії та Мексики.  Продюсером та сценаристом стрічки став Гільєрмо дель Торо. Допрем'єрний показ фільму відбувся 6 листопада 2010 року на кінофестивалі San Diego Comic-Con. Світова прем'єра відбулася 6 жовтня 2011 року.

## Сюжет
Жовтневої вночі 1910 року, божевільний власник маєтку Блеквуд — художник і біолог Емерсон Блеквуд, заманив свою служницю в підвал з метою видалити її зуби. Він пояснює, що загадкові істоти, які викрали його сина, обіцяли повернути його в обмін на зуби. У той час, як Блеквуд вириває зуби у молодої покоївки, по всьому будинку чути загадковий шепіт. Емерсон підходить до каміна і пропонує зуби в обмін на сина, проте його самого втягують в камін. Підвал стає запечатаним і забутим на кілька поколінь.
У маєтку Блеквуд приїжджає дівчинка на ім'я Саллі. Відновленням готичного особняка займається її батько — архітектор Алекс і його подруга Кім. Мати Саллі кинула її, і дівчинка відчужує себе від всіх.
Одного разу Саллі почула дивні голоси, які називали її на ім'я і кликали за собою. Саллі знаходить камін, кришка якого загвинчена болтами. Голоси просять Саллі відкрити камін і обіцяють їй дружбу. Батько, що зайшов у кімнату, завадив їй відкрити дверцята каміна повністю, однак Саллі встигає розгвинтити дверцята. Цього вистачає, щоб істоти вирвалися з каміна. Вони стали приходити до Саллі ночами і просять її вимкнути світло.
У будинку починають відбуватися дивні речі. Кім знаходить, що всі її сукні порізані. В Алекса пропадає бритва. Незабаром, Кім знаходить розірваного плюшевого ведмедика, якого вона подарувала Саллі, під її ліжком. Саллі стверджує, що якісь істоти винні в тому, що відбуваються в будинку, але батько не вірить їй. Кім захищає Саллі, коли дивні речі стає вже неможливо не помічати.
Кім спілкується з садівником, який знає історію будинку та був сильно поранений загадковими істотами. Він попереджає сім'ю про небезпеку і просить їх виїхати з маєтку. Він просить Кім з'їздити до місцевої бібліотеки, щоб довідатися про попереднього власника будинку. Кім виявляє, що син Емерсона Блеквуда зник безвісти. Перед своїм зникненням, Блеквуд писав про маленьких істот, які були на Землі ще до появи людства і про те, що вони викрадали дітей, щоб перетворювати їх у собі подібних, а також їли їх зуби. Кім розуміє, що ці істоти схожі на тих, яких описала Саллі.
Усвідомивши всю небезпеку, в якій вони опинилися, Кім намагається витягнути Саллі з дому. Однак істоти відключають електрику в будинку. Алекс і Кім потрапляють в організовану істотами пастку. Істоти зв'язують Саллі і тягнуть її в підвал. Кім вдається звільнитися, вона біжить в підвал і розв'язує Саллі. Алекс прибігає до підвалу, ловить Саллі, однак не встигає допомогти Кім. Він бачить, як її затягують в камін.
В епілозі Алекс і Саллі утікають з будинку. Саллі залишає малюнок, який вона намалювала для Кім. Після їх відходу на екрані показують, як малюнок таємниче пливе вниз, у підвал і в камін. Фільм закінчується розмовою Кім, яка стала однією з істот. Інші істоти терпляче чекають своєї наступної жертви.

## У ролях
| Актор              | Роль            |
| ------------------ | --------------- |
| Бейлі Медісон      | Саллі           |
| Кеті Голмс         | Кім             |
| Гай Пірс           | Алекс           |
| Джек Томпсон       | Герріс          |
| Алан Дейл          | Чарльз Джейкобі |
| Труді Гельєр       | Евелін Джейкобі |
| Джулія Блейк       | місіс Андергілл |
| Гаррі МакДональд   | Емерсон Блеквуд |
| Ніколас Белл       | психіатр        |
| Джеймс Маккей      | бібліотекар     |
| Емелія Бернс       | офіціантка      |
| Грант Піро         | голос істот     |
| Ділан Янг          | голос істот     |
| Гільєрмо дель Торо | голос істот     |
| Тодд Макдональд    | голос істот     |
| Ангус Смаллвуд     | голос істот     |

## Виробництво
Зйомки стрічки проходили в Австралії. При створенні зовнішнього вигляду істот, автори фільму черпали натхнення з фотографій голого землекопа, гризуна з Африки.